# Pieter Gert Wessel Grobler
Pieter Gert Wessel Grobler (1873-1942) était un homme politique sud-africain, conseiller et confident du président Paul Kruger, membre successivement du parti sud-africain et du parti national, député et sénateur qui fut notamment ministre des réserves nationales et ministre des Affaires indigènes. 

## Biographie

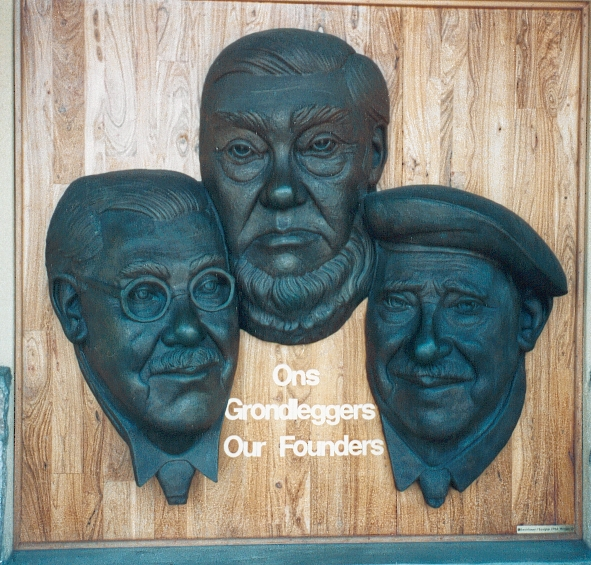
Buste de Paul Kruger entouré de ceux de Piet Grobler et James Stevenson-Hamilton au camp de Skukuza

Piet Grobler est né le 1er février 1873 à Boekenhoutfontein près de Rustenburg dans la république sud-africaine du Transvaal. Grand neveu de Paul Kruger, il grandit dans la région du Pilanesberg au côté notamment de Tjaart Kruger, le fils de Paul Kruger. 
En 1889, Grobler s'installe à Pretoria où il est paternellement reçu par son cousin, Paul Kruger alors président de la république. Il poursuit des études au Staatgymnasium.
En 1891, il entre dans la fonction publique du Transvaal et travaille pour le ministère de l'éducation puis pour celui des mines où il connait une ascension professionnelle fulgurante. En 1896, il se rend en Angleterre où il rencontre notamment le secrétaire d'état aux colonies, Joseph Chamberlain. De retour en Afrique du Sud, il retourne travailler au ministère des mines puis en 1898, à la suite de la réélection de Kruger, est nommé vice-secrétaire du ministère des affaires étrangères du Transvaal. Il n'a alors que 25 ans. Il participe en 1899 à la convention de Bloemfontein, dernière tentative pour éviter la guerre entre le Transvaal et les Britanniques. A la veille de la guerre, il entre au cabinet exécutif du Transvaal.
Durant la seconde guerre des Boers, il accompagne Kruger lors de ses déplacements sur le terrain et est appelé à l'accompagner en Europe pour y plaider la cause des Boers. Accompagné notamment de son épouse et de sa fille de 3 ans, Grobler et la délégation de Kruger traversent l'Europe où ils reçoivent un accueil triomphal. Néanmoins, le séjour s'éternise et se termine par l'exil de Kruger pendant lequel Grobler participe à la rédaction et à la publication des mémoires du vieux président. À la fin de l'année 1902, Grobler s'installe à Paris avec sa famille. 
Il est de retour en Afrique du Sud en 1903. L'année suivante, il organise à Pretoria la cérémonie funèbre en l'honneur de Paul Kruger. Il devient président du parlement de la colonie britannique du Transvaal puis député du parti sud-africain pour la circonscription de Rustenburg en 1910. 
En 1915, il doit quitter le parlement à la suite de sa participation à la rébellion Maritz mais il est réélu en 1921 sous les couleurs du parti national.
En 1924, il entre au gouvernement de James Barry Hertzog et en 1929 devient le chef du parti national du Transvaal. En 1938, il devient sénateur. En tant que parlementaire, il est l'auteur de la proposition de loi étendant les frontières de la réserve nationale animalière de Sabie et de son changement de nom en parc national Kruger. En tant que ministre, il fut aussi l'auteur de la proclamation en parc national du Kalahari Gemsbok Park, du Bontebok Park et du Addo Elephant Park. 
Il meurt à Pretoria le 22 août 1942.